# Allastena
Allastena là một chi bọ cánh cứng trong họ Chrysomelidae.
Chi này được Broun miêu tả khoa học năm 1893.

## Các loài
Các loài trong chi này gồm:
- Allastena eminens Broun, 1917
- Allastena nitida Broun, 1893
- Allastena piliventris Broun, 1915
- Allastena quadrata Broun, 1893